# Carlo Balboni
Carlo Balboni (Cento, 28 giugno 1863 – Montréal, 1947) è stato uno scultore italiano.

## Biografia
Secondogenito di Flavio Giuseppe e di Eleonora Gamberini, grazie a una borsa di studio elargita in parte dal comune di Cento e in parte dalla Provincia di Ferrara, poté frequentare il Regio Istituto di belle arti di Roma dal 1881 al 1884, sotto la guida di Giulio Monteverde. Nei primi anni del Novecento si spostò da Roma e le poche notizie che si hanno di lui lo collocano al di là dell'Oceano Atlantico, ove è documentata la sua presenza a Montréal partire dal 1909 come partecipante alle mostre della locale Art Gallery Association. Stabilitosi nel quartiere di Rosemont–La Petite-Patrie, sposò il 26 aprile 1919 Anna Rebuffo e operò nel laboratorio di scultura gestito dagli eredi di Thomas Carli.
La sua opera più celebre è il busto di Dante, realizzato in bronzo su commissione della comunità italo-canadese di Montréal in occasione del seicentesimo anniversario della morte del poeta. Inaugurato nel 1922 e collocato nel Parc La Fontaine, il busto fu poi trasferito nel Parc Dante nel 1964, ove si trova tuttora.

## Opere
- I primi raggi di luce (1884), busto in gesso raffigurante un fanciullo che legge un libro. Cento, Pinacoteca comunale.[2]
- Medaglioni in gesso con i profili di Ugo Bassi e Giuseppe Garibaldi (1885). Cento, sala del Consiglio comunale.[2]
- La mort de Dante, busto in bronzo (1921). Montréal, Parc Dante.